# ستيفن إيه يو
ستيفن إيه يو (بالصينية: 歐錦棠) هو مخرج وممثل صيني، ولد في 26 أبريل 1964 في هونغ كونغ في الصين.

## وصلات خارجية
- ستيفن إيه يو على موقع IMDb (الإنجليزية)
- ستيفن إيه يو على موقع قاعدة بيانات الفيلم (الإنجليزية)